# AEL FC Arena
AEL FC Arena – stadion piłkarski w Larisie, w Grecji. Swoje mecze rozgrywa na nim klub AE Larisa. Posiada cztery zadaszone trybuny mogące pomieścić 16 118 widzów. Trybuny wzdłuż boiska są znacznie większe od tych za bramkami. Jedna z trybun wzdłuż boiska posiada rozbudowane stanowiska dla VIP-ów – stadion posiada 454 takie miejsca. Budowa obiektu rozpoczęła się we wrześniu 2009 roku, a zakończyła w listopadzie roku 2010. Inauguracja miała miejsce 5 grudnia 2010 roku meczem gospodarzy z PAOK-iem Saloniki. Obiekt jest częścią kompleksu sportowo-rozrywkowego z kinem, amfiteatrem, 12 kortami tenisowymi, halą widowiskową i parkingiem dla 1104 aut. Zastąpił stadion Alkazar, na którym dotychczas swoje mecze rozgrywali piłkarze AE Larisa.